# Communauté de communes du Malesherbois
Die Communauté de communes du Malesherbois ist ein ehemaliger französischer Gemeindeverband mit der Rechtsform einer Communauté de communes im Département Loiret in der Region Centre-Val de Loire. Sie wurde am 18. September 2003 gegründet und umfasste sieben Gemeinden. Der Verwaltungssitz befand sich im Ort Malesherbes.
Mit Wirkung vom 1. Januar 2016 wurde der Gemeindeverband aufgelöst und in eine Commune nouvelle unter dem Namen Le Malesherbois transformiert.

## Mitgliedsgemeinden
1. Coudray
2. Labrosse
3. Mainvilliers
4. Malesherbes
5. Manchecourt
6. Nangeville
7. Orveau-Bellesauve